# چاه (فیلم ۱۹۹۷)
چاه (انگلیسی: The Well) یک فیلم است که در سال ۱۹۹۷ منتشر شد. از بازیگران آن می‌توان به میراندا اتو اشاره کرد.